# Айка (дух-хозяин)
Айка (ai — «отец, родитель, самец, свёкор») — дух-хозяин в мифологии коми-зырян. В обско-угорских языках «ойка» — «старец, старик, хозяин». В верхневычегодском и присыктывкарском диалекте коми-зырянского языка — «злой дух». В фольклоре коми-зырян этим именем собирательно называют всех тунов — сильных колдунов, противников Стефана Пермского (Кöрт Айка, Малейка, Паляйка, Вежайка).
Этот термин также является составным для мелких духов: вöр-айка (леший), рыныш-айка (овинник), гöбöч-айка (домовой), пывсян-айка (банник).

## Памятники
- Памятник Корт Айке в селе Корткерос Республики Коми.